# نونيتون (دائرة انتخابية في المملكة المتحدة)
نونيتون (بالإنجليزية: Nuneaton)‏ هي إحدى الدوائر الانتخابية في المملكة المتحدة الممثلة في مجلس العموم في برلمان المملكة المتحدة.
عضو البرلمان الذي يمثلها حالياً هو :Mr Bill Olner (Lab).